# الإمبراطور غو-كوميو
الإمبراطور غو-كوميو (باليابانية: (後光明天皇 غو-كوميو تينو) (20 أبريل 1633 - 30 أكتوبر 1654) كان الإمبراطور العاشر بعد المائة في اليابان وفقا للترتيب الأباطرة. امتدت فترة حكم الإمبراطور غو-كوميو في الفترة بين عامي 1643 و 1654.